# Cuartetos Vlach
Los Cuarteto Vlach (en checo: Vlachovo kvarteto) son dos conjuntos musicales de cuartetos de cuerdas clásicos consecutivos, con base en Praga, ambos fundados por miembros de la familia Vlach. El Cuarteto original de Vlach fue fundado por Josef Vlach en 1949 y terminó en 1975. En 1982, el Nuevo Cuarteto Vlach (en checo: Nové Vlachovo kvarteto fue fundada por su hija Jana Vlachova, con la orientación de su padre, y llegó a ser conocido como el Cuarteto Vlach de Praga (en checo: Vlachovo kvarteto Praha), y sigue activo como conjunto musical.

## Cuarteto Vlach
Josef Vlach (Ratměřice, 8 de junio de 1923 - 17 de octubre de 1988) fue violinista, director de orquesta y profesor en Praga. Compartió el atril principal de violín de la Orquesta de Cámara Checa (en la etapa bajo Václav Talich), con Jiri Novak, líder del Smetana Quartet. En 1949 fundó el Cuarteto Vlach con miembros de la Orquesta. Durante los siguientes 25 años produjeron interpretaciones de la literatura clásica y checa para cuarteto de cuerdas, tanto en conciertos como en grabaciones, por lo que tuvieron un contrato con Supraphon Records. Las grabaciones originales del Cuarteto Vlach incluyen versiones destacadas de los cuartetos de Beethoven op. 131, op. 18 nos. 1 y 6, y op. 59 no. 1. En 1957, Josef Vlach también volvió a formar parte de la Orquesta de Cámara Checa.

### Componentes
El personal del Cuarteto Vlach original en el período 1949-1975 fue:
- 1er violín - Josef Vlach
- 2do violín - Václav Snítil
- Viola[5]
  - Soběslav Soukup (1948–1952)
  - Jaroslav Motlík (1952–1954)
  - Josef Koďousek (1954–1975)
  - Jiří Hanzl (desde 1970)
- Violonchelo - Viktor Moučka

## El Nuevo Cuarteto Vlach Quartet / Cuarteto Vlach de Praga
Artículo principal: Cuarteto Vlach de Praga
El Nuevo Cuarteto Vlach fue fundado en 1982 por Jana Vlachová, la hija de Josef, quien había tocado en un cuarteto de cuerdas desde la infancia bajo la guía de su padre y ganó el primer premio en el concurso internacional Concertino Praga, a los 14 años. Se graduó de sus estudios con M. Hlounová en la Academia de Artes Escénicas de Praga, a continuación decidió concentrarse en la música de cámara y formó un dúo con el violonchelista sueco Mikael Ericsson en 1977. Estudió en Copenhague, asistió a clases magistrales de G. Fallot y Gregor Piatigorsky y estudió en Praga con Josef Chuchro. También tiene una carrera discográfica como solista.   
Karel Stadtherr, violinista, había actuado con la Orquesta de Cámara Suk (en contacto con Josef Vlach) y fue Konzertmeister de la Orquesta de Cámara de Praga sin Director. Petr Verner estudió viola solista en la Academia de Praga con L. Malý, Milan Škampa y Jan Pěruška, y música de cámara con Josef Vlach.
Recibieron orientación de Josef Vlach, impartiendo una tradición interpretativa de la escuela de Václav Talich, y se sometieron a un curso de capacitación por parte del Melos Quartet de Stuttgart. Expandieron el rango del repertorio del cuarteto anterior, tanto en el ámbito internacional como en el marco de tiempo representado. Ganaron el premio a la mejor interpretación de una obra checa contemporánea en el Concurso de Cuartetos de cuerdas checos en Kroměříž en 1983.  Sus interpretaciones y emisiones se centran tanto en los clásicos como en el repertorio checo, incluidas las obras de Antonín Dvořák, Bedřich Smetana, Leoš Janáček y Bohuslav Martinů. A partir de 1995, grabaron todos los cuartetos de cuerdas de Dvořák para el sello Naxos. Otras grabaciones incluyen obras de Schubert, Haydn, John Fernström y otros, en los sellos Naxos, Marco Polo, Bohemia Music y Panton.

### Componentes
- 1er violín - Jana Vlachová
- 2o violin
  - Ondřej Kukal (con el Nuevo Cuarteto Vlach en grabaciones de cuartetos deArriaga 1-3)
  - Karel Stadtherr
- Viola
  - Peter Verner (1985-2005)[8]
  - Georg Haag (2006-2009 o 2010)
  - Jiří Kabát (desde 2010)[1]
- Violonchelo - Mikael Ericsson